# Pietism
Pietism (av latinets pietas, fromhet, gudaktighet) är en väckelserörelse som uppstod inom tysk lutherdom under sent 1600-tal.
Med pietism har man kommit att beteckna den reformrörelse inom den lutherska kyrkan som påbörjades av Philipp Jakob Spener under 1600-talets senare hälft. Pietismen var en direkt fortsättning på och fullbordan av strävanden från 1600-talets början att försöka överbrygga klyftan mellan kyrkoortodoxin och fromhetslivet. Enligt pietisterna hade betoningen av läran skett på bekostnad av det religiösa livet, vilket lett till att religionen övergått till en intellektualism och formalism.
I opposition mot den lutherska ortodoxin betonade man lekmännens roll (det allmänna prästadömet) och individuell omvändelse. Man höll möten i hemmen (konventiklar) där endast omvända deltog. Andra viktiga drag var att man betonade Bibelns betydelse och höll sig med en sträng etik.
Liknande fromhetsrörelser, vilka delvis tjänade som inspiration för pietismen hade tidigare framträtt på reformert område som puritanismen och independentismen i England och precisismen i Nederländerna. Även i Tyskland hade pietismen föregångare som verkade för en mer praktiskt orienterad kristendom såsom Johann Arndt.
Spener försökte från 1670 i Frankfurt am Main motverka den döda vanekristendomen genom att anordna uppbyggelsemöten i sitt hem. Härur uppstod de karakteristiska konventiklarna (collegia pietatis). Av stor betydelse blev hans insats för förbättrad kristendomsundervisning, söndagsskola och konfirmation. Pietismens programskrift blev Speners Pia desideria (1675), där han krävde förverkligandet av det allmänna prästadömets idé; lekmännen borde få tillfälle att lära sig hela bibeln, prästerna skulle fostras till fromma själasörjare och lära sig predika uppbyggligt i stället för polemiskt. Till en början mötte Speners tankar stöd från officiellt håll och spred sig snabbt, särskilt bland adel och präster. Efterhand mötte pietismen kritik från ortodoxt håll, särskilt i frågan om åsikten att nådemedlens kraft beror av prästens personliga fromhet, och att den nya födelsen inte äger rum vid dopet utan vid en medveten omvändelse.
Det senare betonades särskilt av August Hermann Francke i Halle, som från 1690-talet blev pietismens främste ledare och gjorde Halle till dess andliga centrum. Den "halleska pietismen" präglades av en lagisk, delvis asketisk världsfrånvändhet men också av en stark verksamhetsiver. Särskilt i Württemberg fick pietismen genomslag, och dess konventiklar infogades i folkkyrkan där. Där kom även den pietistiska fromheten att knytas samman med den teologiska forskningen.
En annan inflytelserik person under 1600-talets första hälft var Jakob Böhme, vars fromhetstyp mer påminner om radikalpietismens.

## Pietismen i Sverige
I Sverige förebådades pietismen av ivrare för en religiös förnyelse på ortodox grund som Olaus Ekman, Daniel Anander, Jakob Boëthius och Jesper Swedberg.
Redan på Karl XI:s tid hade pietismen från Tyskland nått svenska Pommern. Det fick kungen att år 1694 utfärda ett edikt i vilket de tyska provinsernas invånare varnades för "kätterska, farliga, misstänkta och anstötliga talesätt" och för hemliga konventiklar. Skulle någon "låta satan förleda sig" att bryta mot detta påbud var det vars och ens plikt att ange personen inför ansvarigt konsistorium. Om denne då vägrade att göra avbön skulle han straffas med landsförvisning.
Vid sekelskiftet nådde den pietistiska strömningen det egentliga Sverige. På 1690-talet lärde svenska studenter i Halle känna pietismen, och omkring 1700 uppstod pietistiska kretsar dels i Karlskrona, dels i Stockholm, där konventiklar börjande hållas under ledning bland annat av Elias Wolker. Kyrkoledningen utfärdade stränga regeringsedikt mot pietismen 1694 och 1706. Som bekämpare av pietismen gjorde sig särskilt generalsuperintendenten i Greifswald Johan Friederich Mayer känd. Karl XI delgav riksrådet sina farhågor för "åtskilliga svärmeandar, som sig här och där i vårt rike insmyga, de där kallas pietister, sökande utsprida sin villfarande lära". Rådet anbefalldes därför att noga se till "att slika svärmeandar icke innästla sig" i riket samt befalla myndigheterna att bestraffa dem. Rådet ålade därför i sin tur konsistorierna att hålla ett vaksamt öga på den nya rörelsen och vid behov anlita handräckning av världslig myndighet.
De politiska olyckorna från 1709 kombinerade med missväxt och pest skapade dock en för pietismen gynnsam botstämning, och under 1710-talet ökades dess aktivitet i Stockholm, där flera präster verkade i dess anda, bland andra Nils Grubb.
Ett viktigt dokument från den äldre svenska pietismen är sångboken "Mose och Lamsens Wisor" (1717; i senare upplagor även "Mose och Lambsens wisor"), utgiven av Georg Lybecker, vilken ger en god bild av den innerliga allvarsamma fromheten. Efter 1720 tillfördes pietismen ett kraftigt tillskott genom hemvände karoliner som kommit i kontakt med August Hermann Franckes tankegångar under sin fångenskap i Ryssland. Den stöddes även av flera framstående präster bland annat Erik Tolstadius, av officerare och ämbetsmän som Josias Cederhielm och Nils Reuterholm med flera. Försök gjordes från pietisternas sida att riksdagarna 1723 att överflytta kyrkoledningen till ständerna och ett av dessa beroende överkonsistorium, men prästeståndet som ville värna kyrkans oberoende av statsmakten lyckades hindra detta. Genom konventikelplakatet 1726 omintetgjordes den konservativa, relativt kyrkovänliga pietismen som självständig rörelse. Pietistiska tankar kom dock att leva kvar inom den svenska kyrkan in på 1800-talet. I stället kom radikalpietismen som tidigare haft enstaka representanter att få en kort blomstringstid.

## Radikalpietism
Vid sidan av den konservativa pietismen växte på 1690-talet en radikalare form av pietism, influerad av mystik, katolsk kvietism, kväkare med flera riktningar. Inom vissa kretsar utmynnade pietismen i svärmiskt-extatiska företeelser och apokalyptiska tankegångar. Hos andra som Johann Konrad Dippel och Gottfried Arnold utvecklades en teologisk-politisk radikalism, som kom att förebåda upplysningstiden.
Medan den äldre pietismen höll sig inom de lutherska kyrkorna med sin kyrkokritik, och läromässigt stod den lutherska ortodoxin nära, gick radikalpietismen längre. Läromässigt var radikalpietisterna ofta påverkade av Jakob Böhme, men bland dem fanns både separatister, som bildade egna församlingar med enbart omvända (i Sverige bland annat Sven Rosén – som senare övergick till herrnhutarna – och Skevikarna), och sådana radikalpietister som stannade inom majoritetskyrkan (i Sverige bland annat Anders Collin och många högreståndspersoner).
Förgrundsgestalten för den svenska radikalpietismen var den tyske läkaren Johann Konrad Dippel som vistades i Stockholm ett år och förkunnade sina läror. Han utvisades 1727 efter konventikelplakatets införande. Radikalpietisterna kritiserade de lutherskt ortodoxa uppfattningarna om försoningen, Bibelns auktoritet, sakramenten och ämbetet och appellerade mer till den enskildes känsla än intellekt.
Radikalpietisterna var mycket influerade av mystikens författare, långt mer än pietisterna överlag. Särskilt kvietismen och den gamla tyska spiritualismen spelade en stor roll.